# セオドア・アール・バトラー
セオドア・アール・バトラー（Theodore Earl Butler、1861年10月12日 - 1936年5月2日）はアメリカ合衆国の印象派の画家である。生涯の大部分をフランスで活動した。クロード・モネの義理の娘で、モネの絵に何度も描かれたスザンヌ・オシュデと結婚した。スザンヌの没後はその妹と結婚した。

## 略歴
オハイオ州のコロンバスに生まれた。父親のコートランド・フィリップ・リビングストン・バトラー(Courtland Philip Livingston Butler)は名家「リビングストン家」の一族の企業家である。バトラーは美術をニューヨークのアート・スチューデンツ・リーグでウィリアム・メリット・チェイスに学び、チェイスから印象派の絵画を学んだ。1885年にパリに渡り、グランド・ショミエール芸術学校、アカデミー・コラロッシ、アカデミー・ジュリアンで学んだ。一緒に学んだ学生にはピエール・ボナールやエドゥアール・ヴュイヤールがいる。

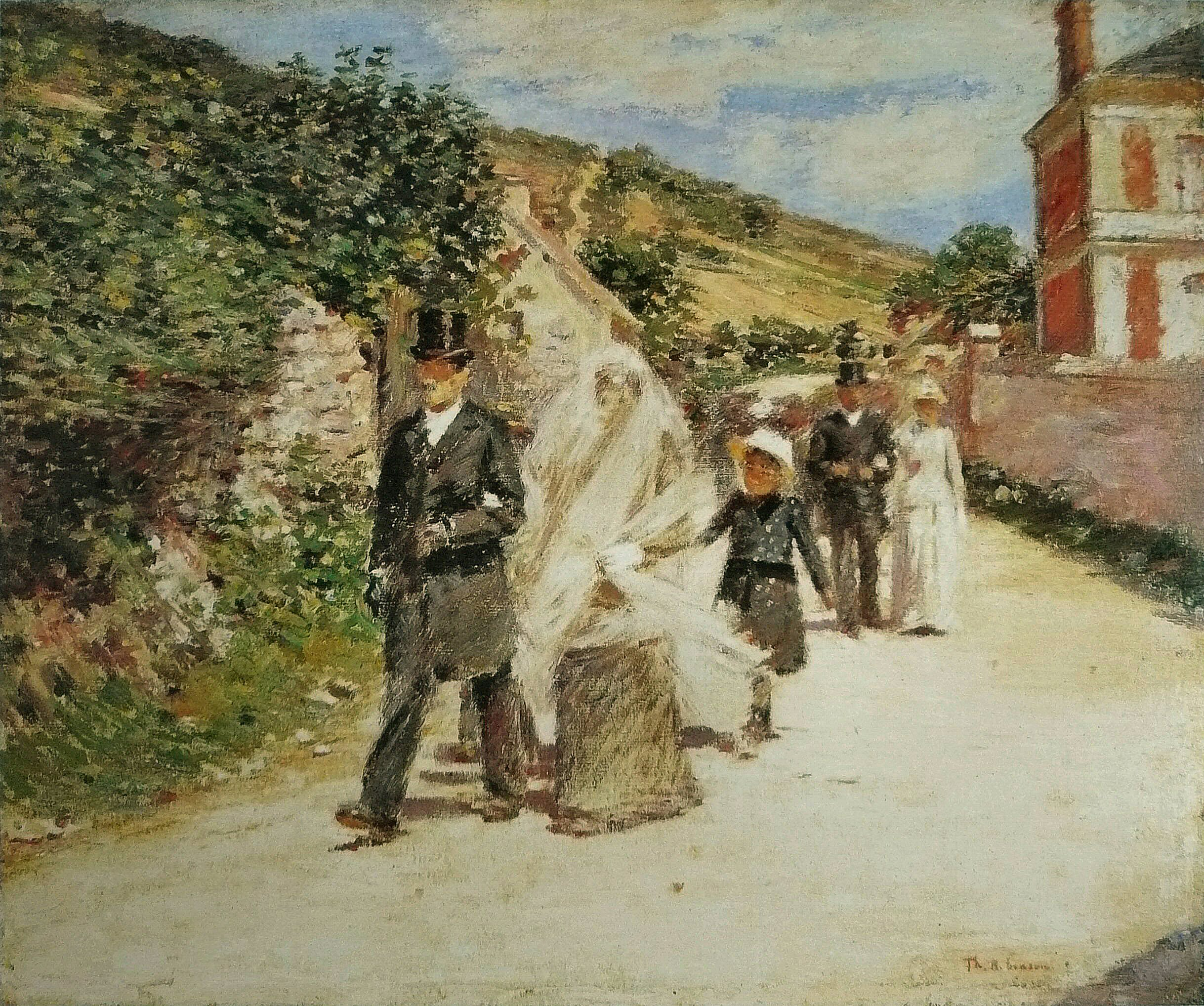
バトラーとスザンヌの結婚式
(画) セオドア・ロビンソン

教師のカロリュス＝デュランを通じてクロード・モネと親しくなり、モネの住むジヴェルニーにあるホテルに滞在し、モネを頻繁に訪ねた。当時ジヴェルニーには、多くのアメリカ人の画家が滞在し、活動していた。フレデリック・カール・フリージキーやフィリップ・レスリー・ヘール、ウィラード・メトカーフ、リラ・キャボット・ペリー、セオドア・ロビンソン、ガイ・ローズといった画家がいて、バトラーはローズと親しくなった。
1992年にモネの2番目の妻、アリス・オシュデの連れ子の娘、スザンヌと結婚した。スザンヌとの間に2人の子供ができた。1899年にスザンヌが亡くなった後、スザンヌの姉のマルトと結婚した。1913年にバトラーは家族と、ニューヨークに移り、アメリカで最初の国際美術展覧会、アーモリーショーにも参加した。1916年にジョン・スローン、ジョン・マリン、マルセル・デュシャン、ウィリアム・グラッケンズらとともに、独立芸術家協会（Society of Independent Artists)の創立メンバーになった。第一次世界大戦が始まりフランスに戻れなくなったが1921年に家族とジヴェルニーに戻った。1936年にジヴェルニーで没した。
印象派、モネの影響が見られる画風から、より前衛的なスタイルの作品を制作した。

## 作品

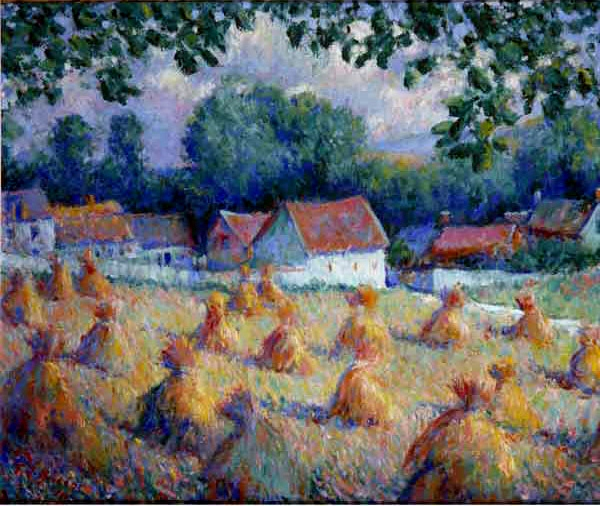
「積み藁」(c.1900)
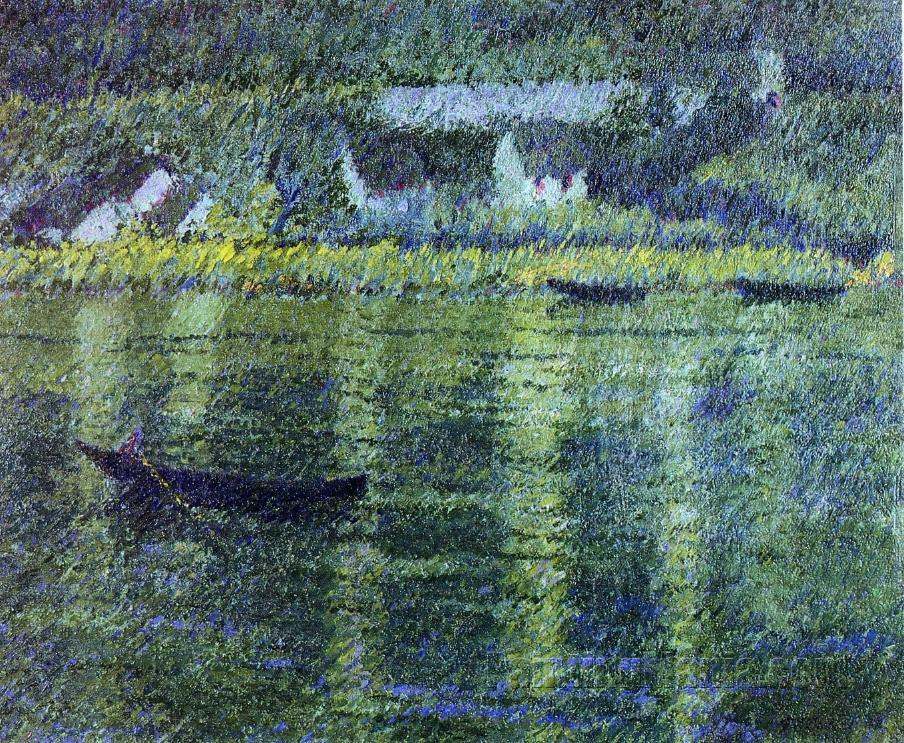
「セーヌ川に浮かぶボート」(1902)
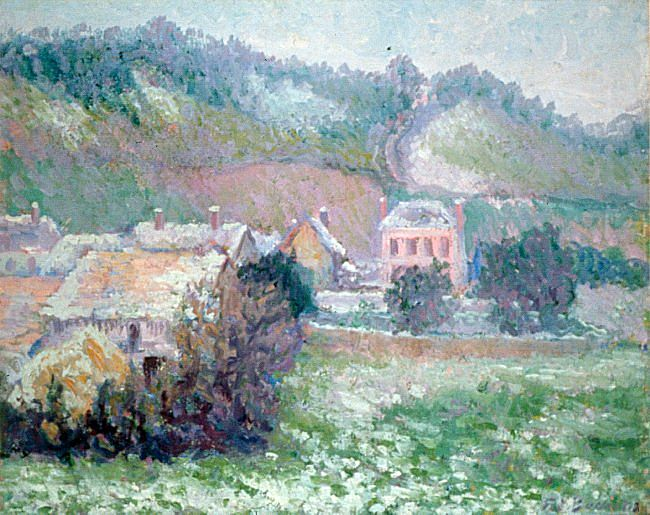
「雪の学校」(1903)
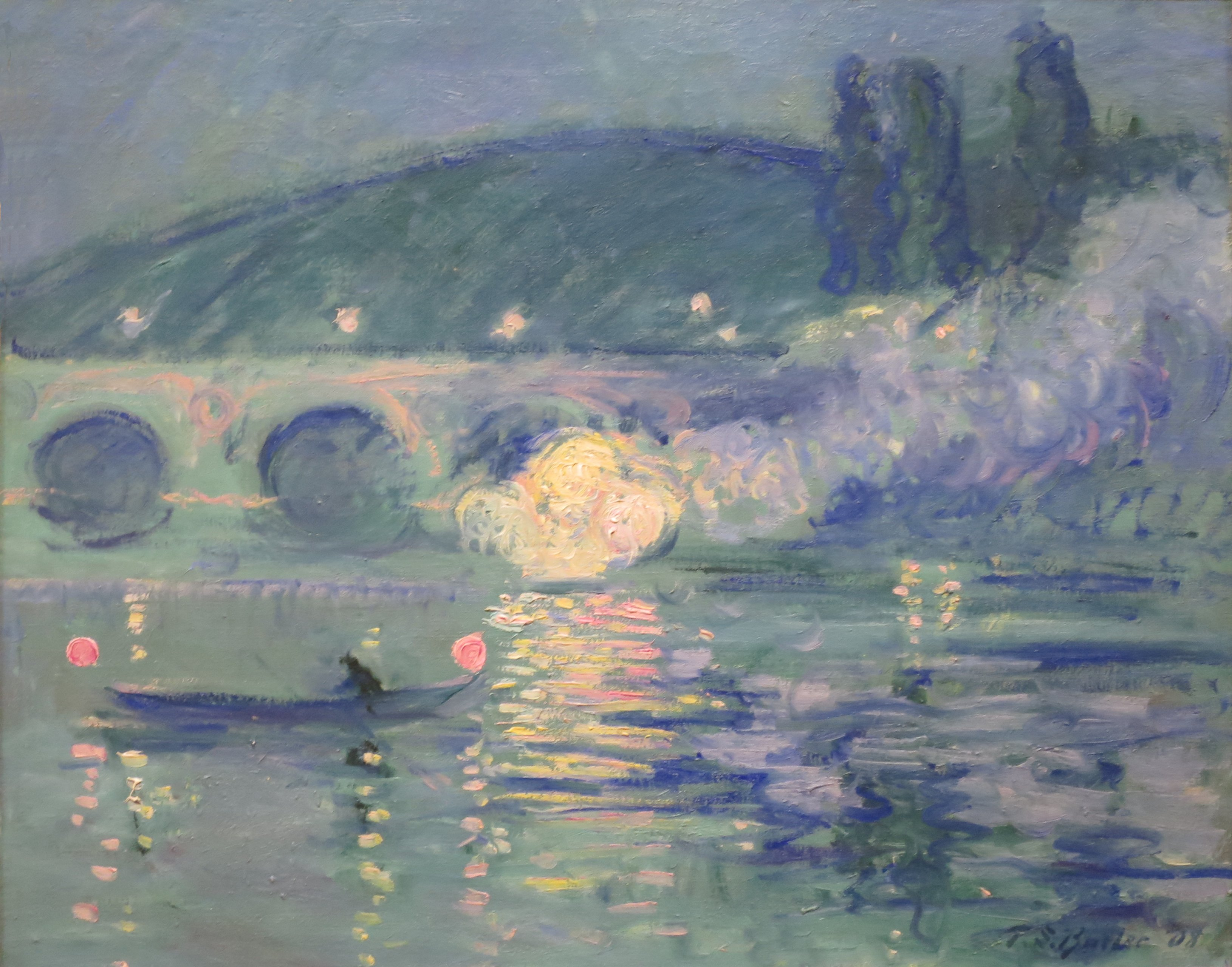
「橋と花火」
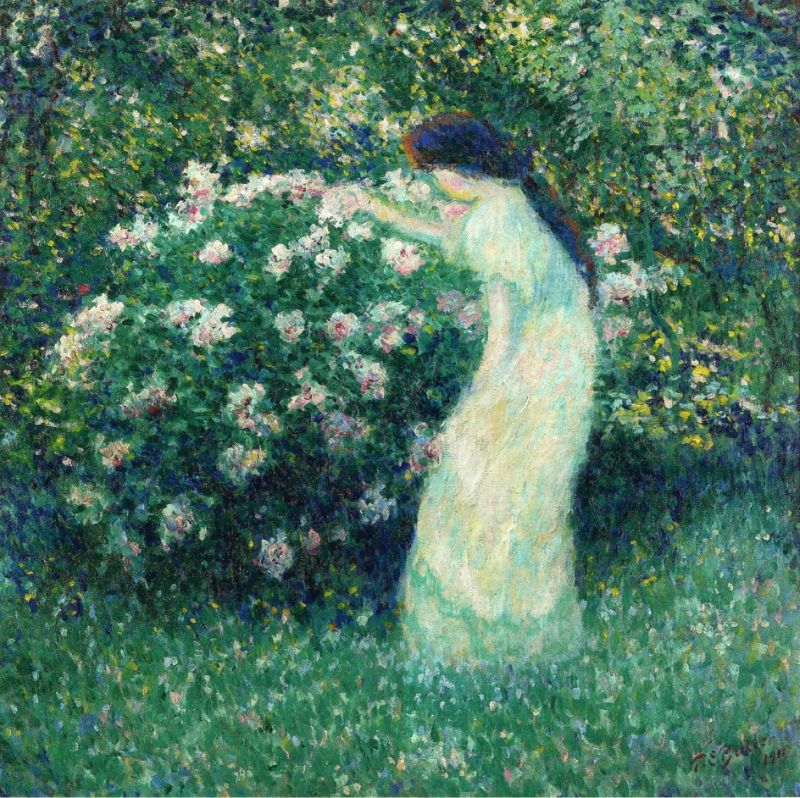
「モネ家の庭の娘リリ・バトラー」(1911)
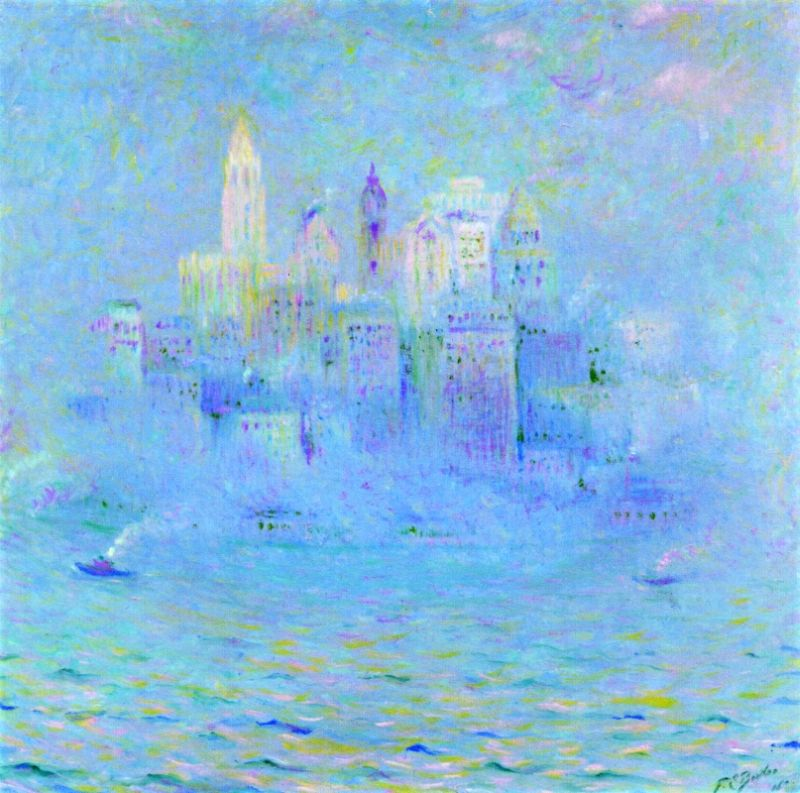
Lower Manhattan (1915)
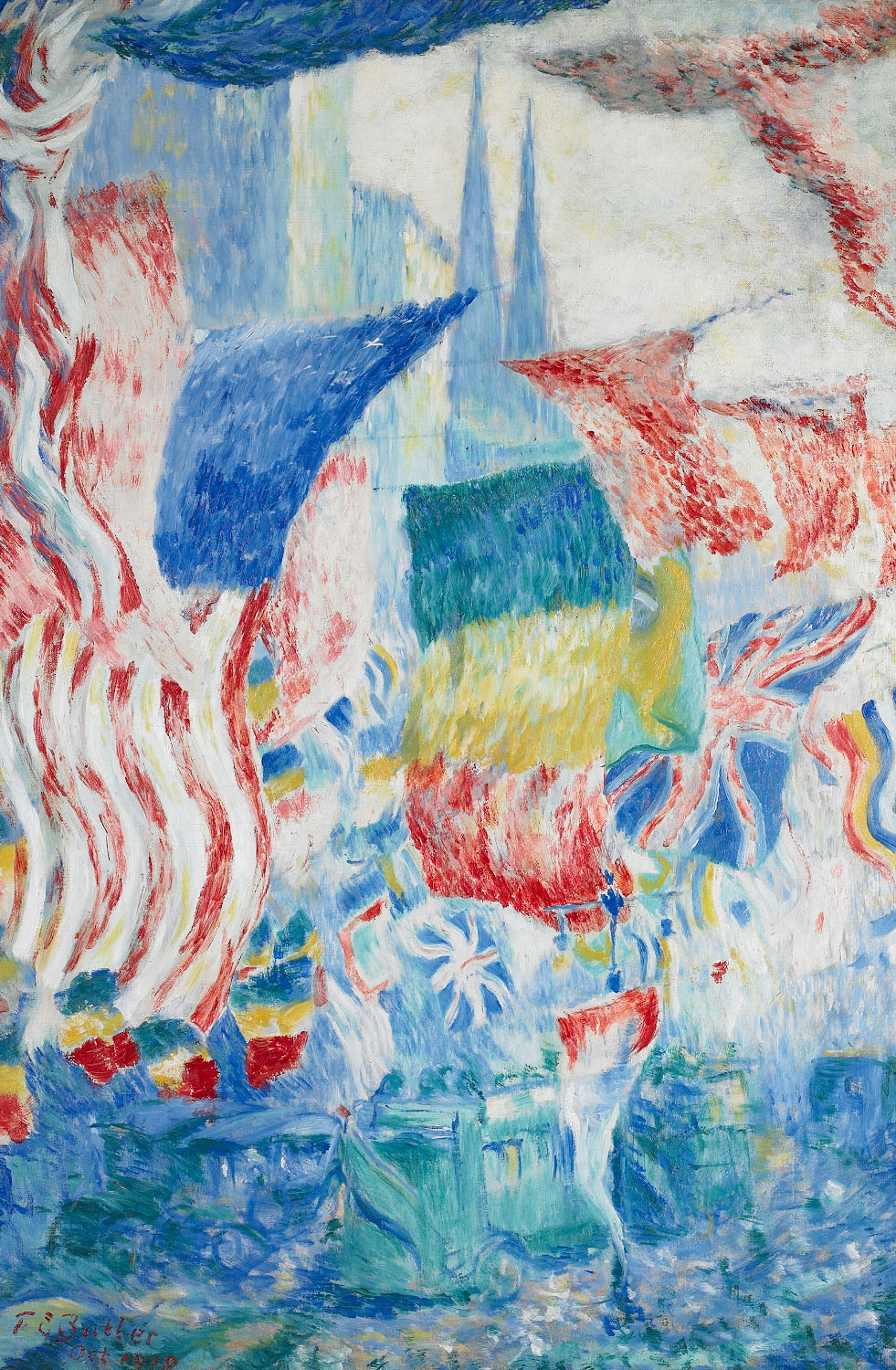
Flags (1918)